# Chelsea Vanhoutte
Chelsea Vanhoutte (* 23. September 1999) ist eine belgische Tennisspielerin.

## Karriere
Vanhoutte spielt vor allem Turniere auf der ITF Women’s World Tennis Tour, wo sie bereits sieben Titel im Doppel gewinnen konnte.
Nach den Erfolgen von 2017 bis 2019 war Vanhoutte 15 Monate lang verletzt und spielte erst ab Februar 2021 wieder sechs Turniere in Tunesien.

## Turniersiege

### Doppel
| Nr. | Datum              | Turnier             | Kategorie   | Belag     | Partnerin             | Finalgegnerinnen                       | Ergebnis          |
| --- | ------------------ | ------------------- | ----------- | --------- | --------------------- | -------------------------------------- | ----------------- |
| 1.  | 26. August 2017    | Wanfercée-Baulet    | ITF $15.000 | Sand      | Lara Salden           | Helena Jansen Figueras Francisca Jorge | 6:3, 7:63         |
| 2.  | 20. Oktober 2018   | Scharm asch-Schaich | ITF $15.000 | Hartplatz | Amber Washington      | Ashmitha Easwaramurthi Hsieh Yu-ting   | 6:4, 7:65         |
| 3.  | 3. August 2019     | Knokke-Heist        | ITF W15     | Sand      | Melany Solange Krywoj | Anastassija Pribylowa Anna Pribylowa   | 6:3, 2:6, [12:10] |
| 4.  | 24. August 2019    | Wanfercée-Baulet    | ITF W15     | Sand      | Emily Arbuthnott      | Cemre Anıl Marina Yudanov              | 3:6, 7:5, [10:8]  |
| 5.  | 10. April 2021     | Monastir            | ITF W15     | Hartplatz | Magali Kempen         | Emma Davis Olivia Gram                 | 6:4, 6:1          |
| 6.  | 28. August 2021    | Wanfercée-Baulet    | ITF W15     | Sand      | Emily Arbuthnott      | Flavie Brugnone Lucie Wargnier         | 7:5, 6:4          |
| 7.  | 19. August 2023    | Duffel              | ITF W15     | Sand      | Polina Bachmutkina    | Kolie Allen Ema Kovacevi               | 7:5, 6:4          |
| 8.  | 15. September 2023 | Dijon               | ITF W15     | Sand      | Polina Bachmutkina    | Astrid Lew Yan Foon Marie Mettraux     | 6:72, 6:4, [10:8] |